# يوسف حسين (سياسي سوداني)
هو سياسي سوداني له تأريخ نضالي كبير بدأ مع الاستعمار البريطاني للسودان، وكان ينتمي للحزب الشيوعي السوداني.

## البداية والعمل السياسي
ولد يوسف حسين في العام 1938م لأسرة عمالية حيث كان والده عاملا في مصلحة الوابورات بالخرطوم بحري، وتلقى يوسف تعليمه الابتدائي والأوسط بها بعدها التحق بمدرسة خور طقت الثانوية التي واصل فيها نضاله السياسي والنقابي وتم انتخابه في اتحاد الطلاب عام 1957م، وتم فصله بعد إضراب طلاب مدرسة خور طقت الشهير، والذي ادى لفصل لجنة الاتحاد من المدرسة، بعد فصله واصل يوسف دراسته، والتحق بجامعة الخرطوم كلية العلوم وتخرج فيها، حيث واصل نشاطه في الحزب الشيوعي والجبهة الديمقراطية، وساهم في النضال ضد نظام إبراهيم عبود، وكان عضوا في اتحاد طلاب جامعة الخرطوم، وتعرض أيضا للفصل السياسي، حتى قيام ثورة اكتوبر 1964م.

## نشاطه
انتخب يوسف حسين عضوا باللجنة المركزية للحزب الشيوعي السوداني بعد انقلاب 1971م الذي قاده الرائد هاشم العطا، وتعرض للاعتقال لسنوات طويلة أثناء فترة حكم الرئيس الأسبق جعفر نميري حتى تم إطلاق سراحه بواسطة الثوار في انتفاضة أبريل 1985م، وعمل سكرتيرا سياسيا لمديرية الخرطوم، إضافة لعمله في سكرتارية اللجنة المركزية للحزب الشيوعي وفي لجنة التقرير السياسي للتحضير للمؤتمر الخامس بعد قرار اللجنة المركزية في أكتوبر 1985م بالتحضير للمؤتمر الخامس. تم اعتقاله عدة مرات أثناء نظام الإنقاذ وتعرض للتعذيب في بيوت الأشباح وكتب كتابا عن التعذيب، وعمل يوسف حسين ناطقا رسميا باسم الحزب الشيوعي لسنوات طويلة امتدت منذ العام 2009 بعد المؤتمر الخامس وحتى المؤتمر السادس في العام 2016م. وزامل في عمله عددا من قيادات الحزب منهم الراحل عبد الخالق محجوب والراحل محمد إبراهيم نقد والراحل التيجاني الطيب بابكر.

## وفاته
توفي يوسف حسين يوم الخميس 4 يوليو 2019 بعد وعكة صحية قصيرة لازم أثناءها مستشفى تقى التخصصي بأم درمان. ونعته جميع الأحزاب السياسية والنقابية في السودان.